# إيفيلن جيه. فيلدز
إيفيلِن جيه فيلدز (بالإنجليزية: Evelyn J. Fields) (من مواليد عام 1949) هي عميد بحري (متقاعد) من جهاز الضباط المكلفين بالإدارة الوطنية للمحيطات والغلاف الجوي (إن أو إيه إيه)، شغلت منصب مدير جهاز الضباط المكلفين ومدير قسم عمليات البحر والطيران في إن أو إيه إيه، حتى تقاعدها في عام 2003. كانت فيلدز أول امرأة، وأول أمريكي أفريقي يترأس جهاز إن أو إيه إيه.س
سابقًا في حياتها المهنية، مُنحت فيلدز قيادة سفينة ماكآرثر البحثية التابعة لـ إن أو إيه إيه، لتصبح بذلك أول امرأة وأول أفريقي أمريكي يقود إحدى سفن الإدارة، وأول امرأة تقود إحدى سفن القوات النظامية الأمريكية تحت تكليف ممدد.

## نشأتها وتعليمها
وُلدت إيفيلِن خوانيتا فيلدز في نورفولك، فرجينيا في يوم 29 يناير من العام 1949، وهي كُبرى خمسة أطفال (بنتان وثلاثة صبية). كان والدها موظفًا مدنيًا في حوض سفن البحرية في نورفولك، وكانت أمها معلمة. ارتادت مدرسة ليبيرتي بارك الابتدائية، وأعزت فضل إثارة اهتمامها بالرياضيات والعلوم إلى معلمها في الصفين الرابع والخامس، وارتادت مدرسة بوكر تي. واشنطن الثانوية. تخرجت فيلدز في جامعة ولاية نورفولك في عام 1971 بدرجة بكالوريوس العلوم في الرياضيات، بادئة سنتها الأولى كواحدة من أربع أو خمس نساء فقط متخصصات بالرياضيات.

## حياتها المهنية

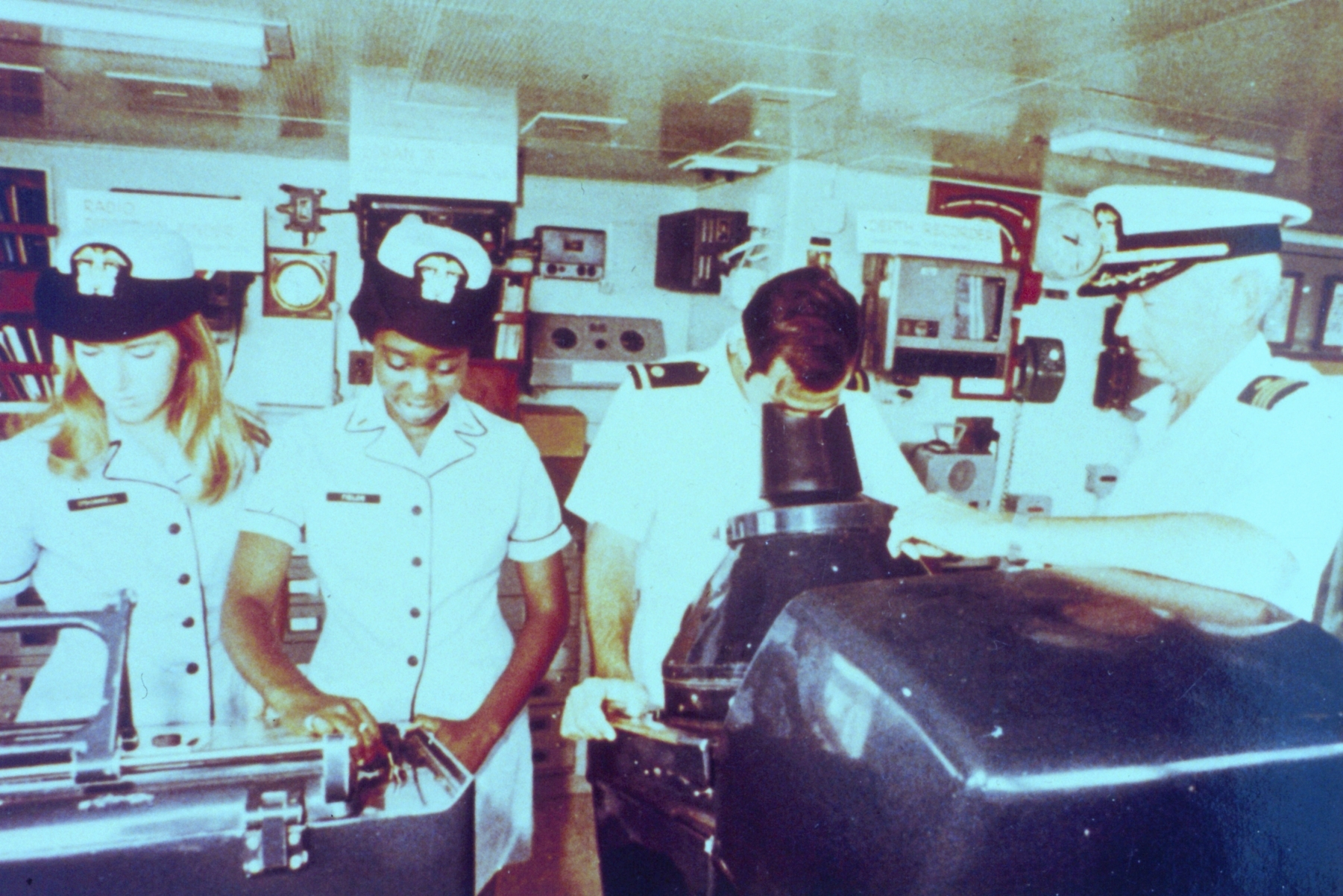
إيفلين فيلدز وكارين أودونيل

### الإدارة الوطنية للمحيطات والغلاف الجوي
بدأت فيلدز عملها مع إن أو إيه إيه في عام 1972 بصفة فنية خرائط مدنية في مركز بحرية الإدارة على الأطلسي في نورفولك، فرجينيا. في ذلك الوقت، لم يكن مسموحًا وجود النساء على سفن إن أو إيه إيه، لكنها شاركت في فرق جمع بيانات متمركزة على الشاطئ. عملت في هذا المنصب لأقل من عام، إلى أن بدأ مدير جهاز إن أو إيه إيه العميد البحري هارلي نيغرِن بتجنيد النساء بصفة ضباط مكلفين للمرة الأولى. أُوكلت إلى فيلدز رتبة ملازم بحرية في جهاز إن أو إيه إيه عام 1973 وكانت المرأة الأمريكية الأفريقية الأولى بين المنضمين إلى الجهاز. اختيرت بعدها وارتادت كلية أركان القوات المسلحة ودرست المسح البحري (الهيدروغرافيا).
خدمت فيلدز في منصب ضابط عمليات لسفينتي إن أو إيه إيه ماونت ميتشيل (إس 222) وبييرس (إس 328) وضابط تنفيذي لسفينة المسح إن أو إيه إيه رينيير (إس 221). في يناير من عام 1989، اختار مجلس اختيار إن أو إيه إيه فيلدز لتتسلم منصب ضابط قائد في سفينة إن أو إيه إيه ماكآرثر (إس 330)، وهي سفينة أبحاث أقيانوغرافية ومصائد سمكية متمركزة في سياتل، واشنطن. كانت فيلدز أول ضابط أنثى يقود إحدى سفن إن أو إيه إيه وأول امرأة أفريقية أمريكية تقود سفينة لفترة ممددة (18 شهرًا) ضمن القوات الوطنية النظامية. في يوليو من عام 1990، اختيرت فيلدز لتشارك في برنامج زمالة شعبة الولايات المتحدة لعلوم الدعاية والتكنولوجيا، حيث أمضت عشرة أشهر في أحد مكاتب صناعة السياسة في الحكومة الفدرالية. ساهمت معرفة فيلدز ومهاراتها في الهيدروغرافيا بتجهيز خرائط ملاحية استخدمتها البحرية الأمريكية في حرب الخليج الثانية عام 1991.